# Lleó roig d'Amenofis III
El Lleó roig d'Amenofis III és una escultura que forma part, amb una altra d'idèntica, dels anomenats Lleons Prudhoe, tallats l'any 1370 ae, sota el mandat de Nebmaatra Amenofis, Amenofis III, que fou un important faraó de la dinastia XVIII d'Egipte, entre el 1390 i 1353 ae.
El de l'estil d'art egipci, està fabricat en granit roig i té una alçada de 117 cm, una amplària de 93 cm i una profunditat de 216 cm. Es troba al Museu Britànic de Londres.

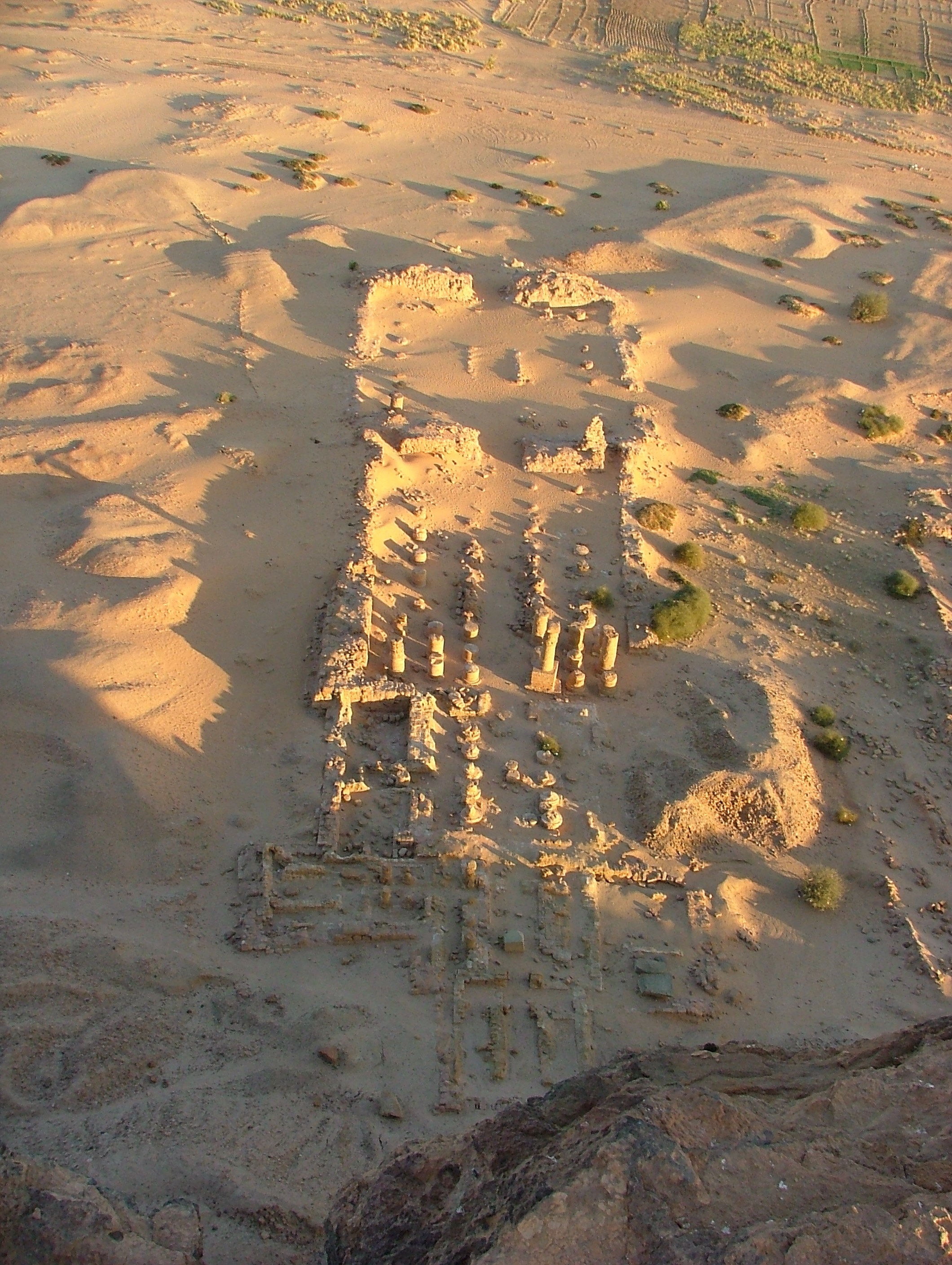
Temple d'Amon a Gebel Barkal, ciutat on traslladaren els lleons de granit

## Troballa i història
L'escultura aparegué al jaciment de Mèroe anomenat Gebel Barkal, tot i que procedeix del temple de Soleb, en l'antiga Núbia (actual Sudan), i la descobrí Algernon Percy, IV duc de Northumberland (15 de desembre de 1792 - 1865, aristòcrata i polític conservador, conegut com a Lord Prudhoe.
La parella de lleons de granit eren situats en qualitat de guardians a les portes del temple de Soleb i els gravats que incorporen foren realitzats per diferents governants com Tutankamon, Ay i Amanisle, i fou aquest darrer mandatari de Mèroe qui traslladà els lleons al sud de Gebel Barkal.

## Conservació
S'exhibeix de manera permanent al Museu Britànic, al qual arribà l'any 1835, com a donació del seu descobridor, l'aristòcrata britànic Lord Prudhoe.